# Ocelárna

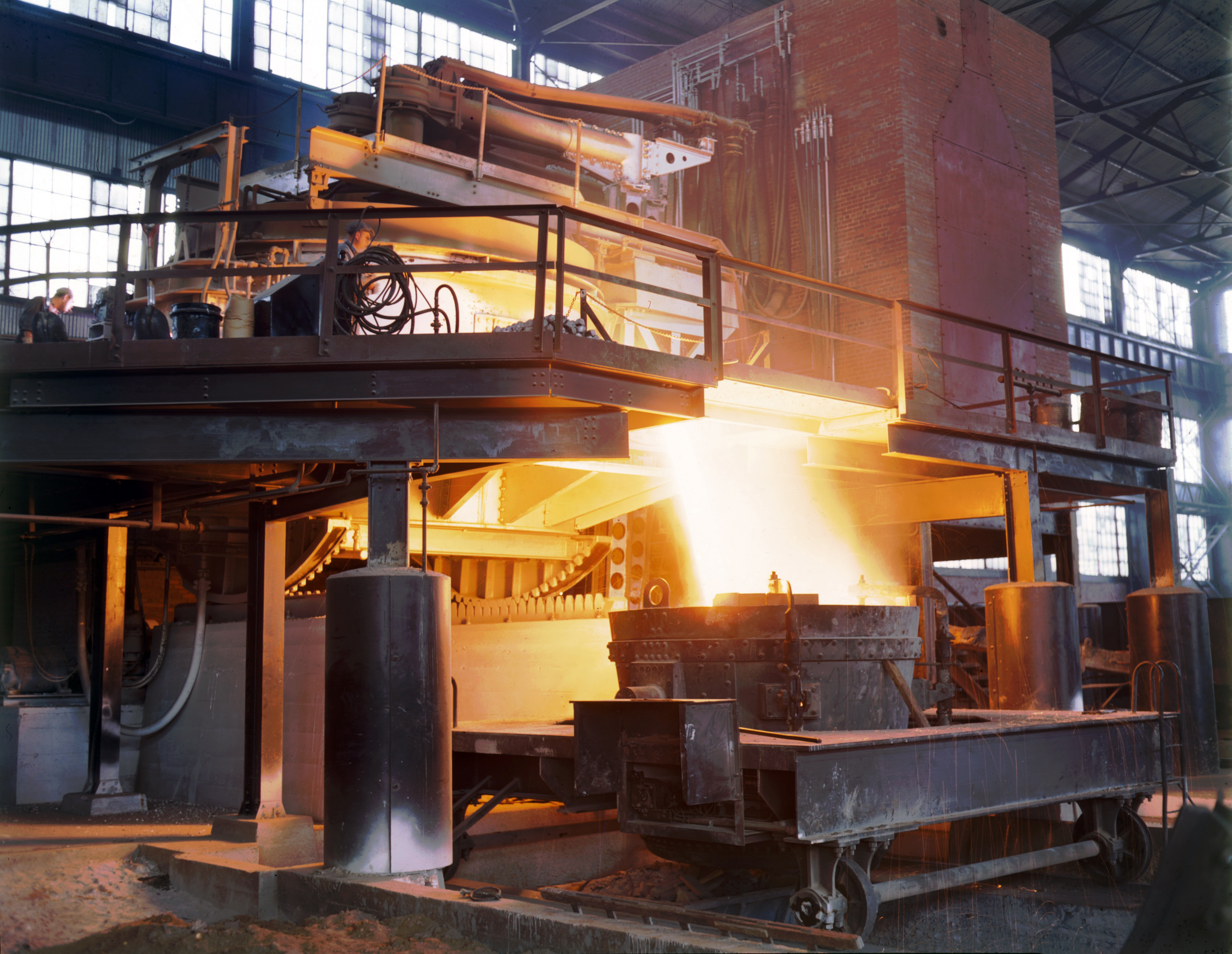
Elektrická pec v ocelárně

Ocelárna je specializovaný hutnický provoz pro výrobu oceli. Ocel se zde může vyrábět několika způsoby, například kyslíkovým pochodem v tandemových pecích. Může se jednat o elektroocelárnu, kde se ocel vyrábí pomocí elektrických obloukových pecí.
Hlavním produktem oceláren bývají ocelové ingoty případně jiné hutní polotovary jako jsou sochory, bramy a bramky. Ty se pak dále v zpracovávají v kovárnách nebo ve válcovnách.